# Cambodia's Next Top Model
Cambodia's Next Top Model (tiếng Khmer: កំពូលតារាបង្ហាញម៉ូតកម្ពុជា) là chương trình truyền hình thực tế của Campuchia, dựa trên America's Next Top Model của Tyra Banks.
Chương trình được phát sóng trên kênh MYTV và CTN. Casting của chương trình bắt đầu vào đầu tháng 4 và kết thúc vào ngày 31 tháng 5 năm 2014. Các giám khảo cho chương trình đã được tiết lộ là người dẫn và host của chương trình, Yok Chinda, người mẫu Kouy Chandanich, nhiếp ảnh gia thời trang Chem Vuth Sovin và nhà thiết kế thời trang Remy Hou.
Người chiến thắng trong cuộc thi này là Chan Kongka, 22 tuổi từ Banteay Meanchey. Ngoài việc giành danh hiệu Cambodia's Next Top Model, cô còn nhận được:
- 1 hợp đồng tài năng với MYTV trong 1 năm
- Xuất hiện trên trang bìa tạp chí Sovrin
- 1 thẻ thành viên của The Place Gym trong 1 năm
- Giải thưởng tiền mặt trị giá $10.000
- 1 năm sử dụng nước uống Dasani
- 1 phiếu mua hàng của mỹ phẩm Nature Republic trị giá 700$
- 1 phiếu chăm sóc ở spa Clarin trị giá 720$
- 1 phiếu mua hàng ở L'Occitaned trị giá 880$

## Mùa
| Mùa | Phát sóng            | Quán quân   | Á quân   | Các thí sinh theo thứ tự bị loại | Tổng số thí sinh |
| --- | -------------------- | ----------- | -------- | --- | ---------------- |
| 1   | 14 tháng 11 năm 2014 | Chan Kongka | Ke Kesey | Pheng Sombath Meas (dừng cuộc thi), Veun Ostin (dừng cuộc thi) & Heang Sreypov (dừng cuộc thi), Kheang Kanika, Suon Daroth, Trinh Phalla (dừng cuộc thi), Peng Thida, Tang Sovannak Phuong, Kim Karona, Premprey Vothana, Srun Kunthy, Moun Mich Samnang, Moeung Sopheak, Nin Malyneth, Hang Soriyan, Lun Dalis | 18               |

## Các thí sinh
(Tuổi tính từ ngày dự thi)
| Thí sinh    | Thí sinh             | Tuổi | Chiều cao              | Quê quán         | Bị loại ở | Hạng            |
| ----------- | -------------------- | ---- | ---------------------- | ---------------- | --------- | --------------- |
| ផេង សម្បត្តិ មាស | Pheng Sombath Meas   | 19   | 1,65 m (5 ft 5 in)     | Phnôm Pênh       | Tập 1     | 18 (bỏ cuộc)    |
| វឿន អូស្ទីន     | Veun Ostin           | 19   | 1,67 m (5 ft 5+1⁄2 in) | Phnôm Pênh       | Tập 2     | 17–16 (bỏ cuộc) |
| ហៀង ស្រីពៅ      | Heang Sreypov        | 27   | 1,75 m (5 ft 9 in)     | Siem Reap        | Tập 2     | 17–16 (bỏ cuộc) |
| ឃាង កណ្ណិកា     | Kheang Kanika        | 22   | 1,67 m (5 ft 5+1⁄2 in) | Phnôm Pênh       | Tập 2     | 15              |
| សួន ដារ័ត្ន     | Suon Daroth          | 23   | 1,65 m (5 ft 5 in)     | Siem Reap        | Tập 3     | 14              |
| ទ្រីញ ផល្លា     | Trinh Phalla         | 26   | 1,65 m (5 ft 5 in)     | Phnôm Pênh       | Tập 4     | 13 (bỏ cuộc)    |
| ប៉េង ធីតា       | Peng Thida           | 24   | 1,72 m (5 ft 7+1⁄2 in) | Pailin           | Tập 5     | 12              |
| តាំង សុវណ្ណ ភួង  | Tang Sovannak Phoung | 27   | 1,65 m (5 ft 5 in)     | Senmonorom       | Tập 6     | 11              |
| គីម ករូណា      | Kim Karona           | 19   | 1,66 m (5 ft 5+1⁄2 in) | Sihanoukville    | Tập 7     | 10              |
| ប្រិមប្រិយ វឌ្ឍានា | Premprey Vothana     | 22   | 1,76 m (5 ft 9+1⁄2 in) | Phnôm Pênh       | Tập 8     | 9               |
| ស្រ៊ុន គន្ធី     | Srun Kunthy          | 20   | 1,66 m (5 ft 5+1⁄2 in) | Phnôm Pênh       | Tập 9     | 8               |
| មួន មិច សំណាង   | Moun Mich Samnang    | 18   | 1,69 m (5 ft 6+1⁄2 in) | Pursat           | Tập 10    | 7               |
| មឿង សុភ័ក្រ     | Moeung Sopheak       | 22   | 1,65 m (5 ft 5 in)     | Phnôm Pênh       | Tập 12    | 6               |
| នីន ម៉ាលីណែត     | Nin Malyneth         | 21   | 1,72 m (5 ft 7+1⁄2 in) | Phnôm Pênh       | Tập 13    | 5               |
| ហង្ស សូរិយ៉ាន់    | Hang Soriyan         | 21   | 1,65 m (5 ft 5 in)     | Phnôm Pênh       | Tập 14    | 4               |
| លុន ដាលីស      | Lun Dalis            | 23   | 1,65 m (5 ft 5 in)     | Phnôm Pênh       | Tập 18    | 3               |
| កេ កេសី        | Ke Kesey             | 25   | 1,68 m (5 ft 6 in)     | Kampong Thom     | Tập 18    | 2               |
| ចាន់ គង់ការ     | Chan Kongka          | 22   | 1,69 m (5 ft 6+1⁄2 in) | Banteay Meanchey | Tập 18    | 1               |

## Thứ tự gọi tên
| 1  | Kunthy   | Samnang       | Sopheak  | Kesey    | Kongka   | Kesey    | Soriyan  | Dalis    | Dalis    | Soriyan  | Kongka         | Kongka   | Kongka   | Kongka  | Kongka |  |  |  |  |  |  |  |  |  |  |  |  |  |
| 2  | Vothana  | Soriyan       | Malyneth | Phalla   | Soriyan  | Sopheak  | Malyneth | Soriyan  | Sopheak  | Kongka   | Kesey          | Dalis    | Kesey    | Kesey   | Kesey  |  |  |  |  |  |  |  |  |  |  |  |  |  |
| 3  | Thida    | Kongka        | Soriyan  | Kongka   | Sopheak  | Soriyan  | Dalis    | Kesey    | Soriyan  | Dalis    | Sopheak        | Soriyan  | Soriyan  | Dalis   | Dalis  |  |  |  |  |  |  |  |  |  |  |  |  |  |
| 4  | Daroth   | Malyneth      | Kesey    | Dalis    | Kesey    | Dalis    | Kongka   | Kunthy   | Kesey    | Kesey    | Soriyan        | Kesey    | Dalis    | Soriyan |        |  |  |  |  |  |  |  |  |  |  |  |  |  |
| 5  | Karona   | Thida         | Kunthy   | Samnang  | Kunthy   | Kongka   | Kesey    | Malyneth | Samnang  | Malyneth | Dalis Malyneth | Malyneth | Malyneth |         |        |  |  |  |  |  |  |  |  |  |  |  |  |  |
| 6  | Soriyan  | Phalla        | Samnang  | Sopheak  | Samnang  | Samnang  | Samnang  | Sopheak  | Kongka   | Sopheak  | Dalis Malyneth | Sopheak  |          |         |        |  |  |  |  |  |  |  |  |  |  |  |  |  |
| 7  | Ostin    | Kesey         | Vothana  | Karona   | Karona   | Kunthy   | Vothana  | Samnang  | Malyneth | Samnang  |                |          |          |         |        |  |  |  |  |  |  |  |  |  |  |  |  |  |
| 8  | Dalis    | Kunthy        | Dalis    | Soriyan  | Malyneth | Malyneth | Kunthy   | Kongka   | Kunthy   |          |                |          |          |         |        |  |  |  |  |  |  |  |  |  |  |  |  |  |
| 9  | Sreypov  | Sopheak       | Phalla   | Vothana  | Dalis    | Vothana  | Sopheak  | Vothana  |          |          |                |          |          |         |        |  |  |  |  |  |  |  |  |  |  |  |  |  |
| 10 | Malyneth | Dalis         | Kongka   | Kunthy   | Phoung   | Karona   | Karona   |          |          |          |                |          |          |         |        |  |  |  |  |  |  |  |  |  |  |  |  |  |
| 11 | Kanika   | Karona        | Phoung   | Phoung   | Vothana  | Phoung   |          |          |          |          |                |          |          |         |        |  |  |  |  |  |  |  |  |  |  |  |  |  |
| 12 | Meas     | Daroth        | Karona   | Malyneth | Thida    |          |          |          |          |          |                |          |          |         |        |  |  |  |  |  |  |  |  |  |  |  |  |  |
| 13 | Kesey    | Phoung        | Thida    | Thida    |          |          |          |          |          |          |                |          |          |         |        |  |  |  |  |  |  |  |  |  |  |  |  |  |
| 14 | Samnang  | Vothana       | Daroth   |          |          |          |          |          |          |          |                |          |          |         |        |  |  |  |  |  |  |  |  |  |  |  |  |  |
| 15 | Kongka   | Kanika        |          |          |          |          |          |          |          |          |                |          |          |         |        |  |  |  |  |  |  |  |  |  |  |  |  |  |
| 16 | Sopheak  | Ostin Sreypov |          |          |          |          |          |          |          |          |                |          |          |         |        |  |  |  |  |  |  |  |  |  |  |  |  |  |
| 17 |          | Ostin Sreypov |          |          |          |          |          |          |          |          |                |          |          |         |        |  |  |  |  |  |  |  |  |  |  |  |  |  |

     Thí sinh dừng cuộc thi.
     Thí sinh bị loại.
     Thí sinh ban đầu bị loại nhưng được cứu.
     Thí sinh không bị loại khi rơi vào cuối bảng.
     Thí sinh chiến thắng cuộc thi.
- Tập 1 bắt đầu với top 35 thí sinh bán kết. Buổi giới thiệu đã khiến 13 cô gái bị loại. Sau buổi chụp hình thì từ 22 thí sinh chuyển thành 15 thí sinh. Meas là người được chọn vào cuộc thi nhưng đã dừng cuộc chơi sau khi được chọn. Vì vậy mà Sopheak là thí sinh cuối cùng vào cuộc thi.
- Ở tập 2, Ostin & Sreypov dừng cuộc thi. Phalla & Phoung là thí sinh thay thế họ.
- Ở tập 4, Phalla dừng cuộc thi. Kết quả, Thida vẫn được ở lại cuộc thi.
- Ở tập 11, Dalis & Malyneth rơi vào 2 người cuối bảng nhưng không bị loại.
- Tập 15 là tập ghi lại khoảnh khắc của cuộc thi.
- Tập 16 là tập phỏng vấn với các thí sinh bị loại. Daroth, Phalla & Karona không có trong tập ấy.
- Tập 17 là buổi trình diễn thời trang cuối cùng của 3 thí sinh.

### Buổi chụp hình
- Tập 1: Ảnh trắng đen tạo dáng trong quần jeans Levi's (casting)
- Tập 2: Nổi trên hồ bơi đầy hoa
- Tập 3: Chân dung vẻ đẹp cùng trang sức với nhện và thằn lằn
- Tập 4: Tạo dáng với xe môtô trên đường ray
- Tập 5: Boxing
- Tập 6: Tạo dáng trên bạt lò xo
- Tập 7: Thời trang chuyện cổ tích
- Tập 8: Tạt sơn lên người
- Tập 9: Lạc trên đảo với người mẫu nam theo cặp
- Tập 10: Lưu lạc trên bè với nến sáng
- Tập 11: Túi xách Pedro trên phong cảnh Phnôm Pênh
- Tập 12: Quảng cáo son môi Nature Republic
- Tập 13: Cảnh diễn viên trong nhà hoang
- Tập 14: Nữ thần Campuchia
- Tập 18: Ảnh bìa tạp chí Sovrin; Váy dạ hội bên bức tường hoa